# Medog-Maulwurf
Der Medog-Maulwurf (Alpiscaptulus medogensis) ist eine Säugetierart aus der Familie der Maulwürfe (Talpidae). Innerhalb dieser wird sie zu den Neuweltmaulwürfen gezählt. Sie kommt in Asien im südlichen Teil Chinas vor und ist in bewaldeten Hochgebirgslagen von Tibet zu finden. Bisher sind nur zwei Exemplare bekannt, die im Jahr 2021 ihre wissenschaftliche Erstbeschreibung als Art erhielten. Als besondere Kennzeichen können die abgespreizte erste Zehe des Hinterfußes, der lange Schwanz und das umfangreiche Gebiss herausgestellt werden. Ersteres teilt der Medog-Maulwurf mit dem Gansu-Maulwurf als nächstverwandte Art, letzteres unterscheidet beide. Ansonsten ähneln die Tiere mit ihren breiten, grabschaufelartigen Vordergliedmaßen und der lang ausgezogenen Schnauze weitgehend anderen Neuweltmaulwürfen. Das Fell ist dunkelgrau gefärbt. Über die Lebensweise des Medog-Maulwurfs ist nichts bekannt.

## Merkmale

### Habitus
Der Medog-Maulwurf ist ein mittelgroßer Vertreter der Maulwürfe. Bisher liegen zwei Exemplare vor, ein männliches und ein weibliches. Das Männchen weist eine Kopf-Rumpf-Länge von 11,1 cm, eine Schwanzlänge von 4,0 cm und ein Gewicht von 34,8 g auf. Die entsprechenden Maße des Weibchens lauten 8,9 cm, 4,2 cm und 25,9 g. Demnach werden für die Art eine gemittelte Körperlänge von 10,0 cm und eine Schwanzlänge von 4,1 cm angegeben. Die Ausmaße sind vergleichbar zum Gansu-Maulwurf (Scapanulus oweni). Das Rückenfell ist dunkelgrau gefärbt, die Bauchseite zeigt sich unmerklich heller. Als typisch für die Vertreter der Neuweltmaulwürfe (Scalopini) kann der lange Schwanz angesehen werden, der im Gegensatz zu zahlreichen Formen der Eigentlichen Maulwürfe (Talpini) die Hinterfußlänge deutlich übertrifft. Beim Medog-Maulwurf ist es mehr als das Doppelte, die Länge des Hinterfußes beträgt bei beiden Individuen jeweils 1,8 cm. Bezogen auf die Gesamtlänge der Tiere macht der Schwanz so rund 29 % aus, was den anderen Neuweltmaulwürfen entspricht. Den Schwanz bedecken fahlbraune bis weißliche Haare, an der Spitze besteht ein Büschel aus längeren Haaren. Die Nase ist langgestreckt und verjüngt sich nach vorn zu einer spitzen Schnauze. Nase und Kinn sind weißlich behaart. Äußerlich sichtbare Ohren kommen nicht vor, die Augen sind klein und im Fell versteckt. Die Oberseiten der Hände und Füße zeigen sich hellbräunlich gefärbt, übergehend zu weißlich an den Rändern. Hand- und Fußflächen haben etwa die gleiche Länge und Breite. Die jeweils fünf Strahlen tragen schlanke und abgeflachte Krallen. Die Hand ist maulwurfstypisch permanent nach außen gedreht. Der Fuß wirkt schlank und schmal, die erste Zehe steht schräg ab. Dieses Merkmal kommt sonst nur noch beim Gansu-Maulwurf vor, während alle anderen Angehörigen der Neuweltmaulwürfe gerade verlaufende Zehen aufweisen. Allerdings ist bei dem Männchen des Medog-Maulwurfs auch die zweite Zehe gebogen. Abweichend vom Ostamerikanischen Maulwurf (Scalopus aquaticus), aber übereinstimmend mit anderen Neuweltmaulwürfen werden Finger und Zehen nicht durch Schwimmhäute miteinander verbunden.

### Schädel- und Gebissmerkmale
Der einzige vollständige Schädel gehört dem Weibchen. Er ist 29,1 mm lang und am Hirnschädel 13,4 mm breit sowie 8,3 mm hoch. Die Breite an den Augen beträgt 6,7 mm, an den Jochbögen 9,9 mm. Allgemein ist der Schädel dreieckig und flach, das Rostrum lang und schlank und der hintere Schädelabschnitt breit. Hier sind zudem gute Warzenfortsätze ausgebildet. Die Jochbögen zeigen sich moderat entwickelt und verlaufen im vorderen Bereich leicht konvergent zueinander. Die Zwischenaugenregion als Verbindung von Schnauze und Hirnschädel ist breit und kräftig sowie nahezu rechteckig in ihrer Form. Sie erscheint dadurch robuster entwickelt als bei anderen Neuweltmaulwürfen, vor allem gegenüber dem Ostamerikanischen Maulwurf, wo dieser Schädelabschnitt deutlich einzieht. Die enge Orbita selbst markiert etwa die Mitte des Schädels, das Foramen infraorbitale ist klein. An der Schädelbasis erweist sich die Paukenblase als nur unvollständig entwickelt, was sich auch beim Gansu-Maulwurf und beim Haarschwanzmaulwurf (Parascalops breweri) wiederfindet, jedoch nicht bei den anderen Neuweltmaulwürfen. Am Unterkiefer ist der Gelenkfortsatz eher schwach ausgeprägt. Er lehnt sich in einem Winkel von rund 45° zurück, so dass die Senke zwischen ihm und dem Kronenfortsatz flach ausfällt. Letzterer wirkt gegenüber dem Element beim Gansu-Maulwurf als eher schlank und grazil. Der Winkelfortsatz wiederum ist gut entwickelt und am hinteren Ende aufwärts gerichtet.
Das Gebiss des Medog-Maulwurfs besteht aus 44 Zähnen mit folgender Zahnformel: {\displaystyle {\frac {3.1.4.3}{3.1.4.3}}}. Dies findet sich auch bei den Westamerikanischen Maulwürfen (Scapanus) wieder, ist aber ein deutlicher Unterschied zum Gansu-Maulwurf und zum Ostamerikanischen Maulwurf, die jeweils nur 36 Zähne besitzen. Die generelle Gebissstruktur ähnelt weitgehend der der anderen Neuweltmaulwürfe. Dies betrifft unter anderem den vordersten oberen Schneidezahn, der am größten ausgebildet ist und sowohl die beiden folgenden als auch den oberen Eckzahn deutlich an Höhe übertrifft. Im Unterkiefer sind die vorderen beiden Schneidezähne größer als der dritte. Letzterer wird vom Eckzahn etwas an Höhe überragt. Die vier vorderen Zähne je Zahnreihe sind hier auch etwas nach vorn gelehnt. Die oberen und unteren Prämolaren weisen jeweils eine Spitze auf, jedoch kommt bei dem Weibchen am zweiten Vormahlzahn des rechten Unterkiefers eine zweite Spitze vor. Im Oberkiefer sind die beiden hinteren Prämolaren größer als die beiden vorderen, im Unterkiefer treten zwischen allen vier Prämolaren kaum Größenunterschiede auf. Der jeweils letzte Molar ist sowohl oben als auch unten der kleinste der Mahlzahnreihe. Sie werden durch mehrere spitze Höckerchen auf der Kauoberfläche charakterisiert, die bei den Oberkiefermolaren eine dilambdodonte (W-förmige) Scherleiste verbindet. Alle Schneidezähne, Eckzähne und Prämolaren stehen wie bei den meisten Neuweltmaulwürfen einzeln und nicht in einer geschlossenen Linie. Die obere Zahnreihe ist zwischen 11,9 und 12,4 mm lang, die untere zwischen 10,9 und 11,2 mm.

## Verbreitung und Lebensraum

Verbreitungsgebiet des Medog-Maulwurfs

Die beiden bisher bekannten Exemplare des Medog-Maulwurfs stammen aus dem südlichen China. Sie wurden am Massiv des Namjagbarwa im Landkreis Mêdog in Tibet gefangen. Die Höhenlagen betrugen 2400 beziehungsweise 3650 m. Das tiefere Gebiet ist buschig und mit Eichenwäldern sowie einer dichten Grasvegetation bestanden, das höhere Habitat trägt eine Mischung aus Heide- und Bambuswäldern.
Das Fundgebiet des Medog-Maulwurf liegt weit abgetrennt vom Gansu-Maulwurf, dem einzigen weiteren Vertreter der Neuweltmaulwürfe in Ostasien. Dieser kommt weiter nordöstlich in den chinesischen Provinzen Gansu, Shaanxi und Sichuan vor. Die deutliche Separierung der beiden Arten wird eventuell durch die Flussläufe des Jangtsekiang, des Mekong und des Saluen begünstigt.

## Lebensweise
Aussagen zur Lebensweise des Medog-Maulwurf sind bisher kaum möglich. In der Region am Namjagbarwa ließen sich bei wissenschaftlichen Untersuchungen bisher keine Gänge und Tunnel oder Auswurfhügel (Maulwurfshügel) beobachten. Ein Individuum wurde in einem Loch gefangen.

## Systematik
Der Medog-Maulwurf ist eine Art innerhalb der Gattung Alpiscaptulus. Art und Gattung werden zur Familie der Maulwürfe (Talpidae) gezählt. Innerhalb dieser bilden sie zusammen mit einem weiteren Vertreter aus Asien und drei in Nordamerika verbreiteten Gattungen die Tribus der Neuweltmaulwürfe (Scalopini). Die Neuweltmaulwürfe stellen vergleichbar den Eigentlichen Maulwürfen (Talpini) grabende Angehörige der Familie dar. Sie sind mit diesen aber nicht unmittelbar verwandt, sondern entwickelten ihre Grabeigenschaften unabhängig. Andere Familienmitglieder wiederum leben nur teilweise unterirdisch, bewegen sich oberirdisch fort oder sind an eine semi-aquatische Lebensweise angepasst. Besondere Kennzeichen der Neuweltmaulwürfe finden sich in dem gegenüber den Eigentlichen Maulwürfen deutlich längeren Schwanz, dem stark vergrößerten vorderen oberen Schneidezahn und dem auftretenden Zahnwechsel. Wie bei den Eigentlichen Maulwürfen verbreitert ein zusätzliches Sesambein vor dem Daumen, der sogenannte Präpollex („Vordaumen“), die Handfläche. Nach molekulargenetischen Analysen spalteten sich die Neuweltmaulwürfe im Oberen Eozän vor rund 39 bis 35 Millionen Jahren von den anderen Triben der Maulwürfe ab. Die Tribus kann in zwei Entwicklungslinien aufgeteilt werden: die Parascalopina und die Scalopina, die vor allem an der Ausprägung des Metastylids am unteren zweiten Molar differenziert werden können. Den Scalopina fehlt das Metastylid, bei den Parascalopina hingegen kommt es vor. Beide Linien gehen bereits seit dem Unteren Miozän vor 21,4 Millionen Jahre eigene Wege. der Medog-Maulwurf gehört den Parascalopina an und steht somit in einem näheren Beziehungsumfeld zum Haarschwanzmaulwurf (Parascalops breweri) und zum Gansu-Maulwurf (Scapanulus oweni). Von letzterem trennte sich der Medog-Maulwurf den genetischen Daten zufolge bereits im Oberen Miozän vor 11,6 Millionen Jahren, ersterer hatte sich schon im Mittleren Miozän vor rund 17,6 Millionen Jahren abgespalten. Die genetische Distanz zwischen den einzelnen Arten variiert von 14,5 bis 18,9 %.
Die wissenschaftliche Erstbeschreibung des Medog-Maulwurfs erfolgte im Jahr 2021 durch Jiang Xue-Long und Chen Zhong-Zheng. Sie basiert auf zwei Individuen, die zwei Jahre zuvor während einer wissenschaftlichen Felduntersuchung am Berg Namjagbarwa im Landkreis Mêdog in Tibet gefangen worden waren. Als Holotyp wählten die Autoren ein ausgewachsenes Weibchen aus, das aus der Nähe der Ortschaft Damu aus einer Geländehöhe von 3650 m stammt, der Typusregion der Art. Beide Individuen fielen durch ihren Körperbau als Neuweltmaulwürfe auf, unterschieden sich aber vom Gansu-Maulwurf durch die umfangreichere Bezahnung. Die deutlichen Abweichungen vom Gansu-Maulwurf rechtfertigten für die Autoren die Aufstellung sowohl einer neuen Art als auch einer neuen Gattung. Der Gattungsname Alpiscaptulus bezieht sich einerseits auf alpin als Gebirgshöhenstufe, andererseits auf das griechische Wort σκάπτηρ (skapter) für „Grabender“, wobei scaptulus die Verkleinerungsform ist. Er verweist somit auf ein in höheren Gebirgslagen grabendes kleines Tier. Das Artepitheton medogensis gibt die Fundregion wieder.
Der Medog-Maulwurf hat eine große biogeographische Bedeutung, da er neben dem Gansu-Maulwurf den bisher einzigen Vertreter der Neuweltmaulwürfe in Eurasien darstellt. Die deutliche Trennung der Vorkommen der beiden Arten lässt die Autoren der Erstbeschreibung annehmen, dass weitere Formen der Neuweltmaulwürfe in der Region des Himalaya und des Hengduan Shan auftreten könnten. Die Herausbildung der beiden bisher bekannten asiatischen Vertreter der Neuweltmaulwürfe hängt möglicherweise mit der Auffaltung des Himalaya und der Entstehung des tibetischen Hochlands zusammen, was sich im Verlauf des Mittleren und Oberen Miozäns verstärkte und wodurch die Region zunehmend von anderen Landschaftsräumen isoliert wurde.